# Rhienderen
Rhienderen est un hameau appartenant à la commune néerlandaise de Brummen.